# Masterton District
Der Masterton District ist eine zur Region Wellington gehörende Verwaltungseinheit in Neuseeland. Der Rat des Distrikts, Masterton District Council (Distriktrat) genannt, hat seinen Sitz in der Stadt Masterton, ebenso wie die Verwaltung des Distrikts.

## Geographie

### Geographische Lage
Der Distrikt stellt mit 2300 km² reiner Landfläche den zweitgrößten Distrikt in der Region Wellington dar. Mit 23.352 im Jahr 2013 gezählten Einwohnern kommt der Distrikt auf eine Bevölkerungsdichte von 10,2 Einwohner pro km² und ist damit der Distrikt mit der zweithöchsten Bevölkerungsdichte in der Region.
Die westlich und südlich des Masterton Districts grenzt der Carterton District an, im Norden tut dies der Tararua District, der bereits zur Region Manawatu-Wanganui gehört. Die östliche Grenze wird von der Küstenlinie zum Pazifischen Ozean gebildet.
Während die Gegend um Masterton eine Ebene darstellt, reicht der Westen des Distrikts in die Bergregionen der Tararua Range hinein. Der östliche Teil hingegen ist durch eine Berg- und Hügellandschaft geprägt, die über 600 m nicht hinausragt. Wirtschaftliches Zentrum und einzige Stadt des Distriktes ist Masterton mit 7270 Einwohnern (2013), alle anderen Ort liegen unter 1000 Einwohner.

### Klima
Die mittleren Tagestemperaturen liegen im Sommer zwischen 11 °C und 24 °C und im Winter zwischen 2 °C und 12 °C je nach Lage, wobei mit durchschnittlich 28 Frosttagen zu rechnen ist. Die Sonnenscheindauer beträgt um die 2000 Stunden pro Jahr. Die Niederschläge liegen zwischen 890 mm und 1520 mm pro Jahr von Ost nach West.

## Geschichte
Die Gegend des Distrikts wurde ursprünglich von den Māori-Stämmen Rangitāne und Ngāti Kahungunu besiedelt. 1841 kamen die ersten europäischen Siedler. 1853 gründete der Küfer Joseph Master eine Siedlergemeinschaft und bat den damaligen Gouverneur Edward Grey um eine Genehmigung für sein Siedlungsvorhaben. Nachdem der Chief der örtlichen Māori, Te Korou, bereit war an den Ufern des Waipoua River Land zu verkaufen, siedelte die Gemeinschaft dort, wo heute die Stadt Masterton liegt und verwendet für sie den Namen ihres Gründers. 1877 wurde Masterton zu einer Borough ernannt und im Jahr 1900 das Umland zur County, ebenso wie Castlepoint. Doch beide Counties legte man im Jahr 1958 zusammen und fügte das Mauriceville County hinzu. 1989 wurden dann im Zuge der Verwaltungsreform die Masterton Borough mit dem Masterton County zusammengelegt und der Masterton District gegründet.

## Bevölkerung

### Bevölkerungsentwicklung
Von den 23.352 Einwohnern des Distrikts waren 2013 4170 Einwohner Māori-stämmig (17,9 %). Damit lebten 0,7 % der Māori-Bevölkerung des Landes im Masterton District. Das durchschnittliche Einkommen in der Bevölkerung lag 2013 bei 25.300 NZ$, gegenüber 28.500 NZ$ im Landesdurchschnitt.

### Herkunft und Sprachen
Die Frage nach der Zugehörigkeit einer ethnischen Gruppe beantworteten in der Volkszählung 2013 86,6 % mit Europäer zu sein, 18,6 % gaben an, Māori-Wurzeln zu haben, 3,3 % kamen von den Inseln des pazifischen Raums und 2,4 % stammten aus Asien (Mehrfachnennungen waren möglich). 12,3 % der Bevölkerung gab an, in Übersee geboren zu sein und 4,1 % der Bevölkerung sprachen Māori, unter den Māori 18,4 %.

## Politik

### Verwaltung
Der Masterton District ist seinerseits noch einmal in zwei Wards eingeteilt, wobei fünf der insgesamt zehn Councillors (Ratsmitglieder) distriktweit gewählt und die anderen fünf über die zwei Wards, dem Urban Ward mit vier und dem Rural Ward mit einem Councillor bestimmt werden. Zusammen mit dem Mayor (Bürgermeister) bilden sie den District Council (Distriktsrat). Der Bürgermeister und die zehn Ratsmitglieder werden alle drei Jahre neu gewählt.

## Infrastruktur

### Verkehr
Verkehrstechnisch angebunden ist der Distrikt durch den New Zealand State Highway 2, der den Distrikt in Nord-Süd-Richtung durchquert und direkt durch die Stadt Masterton führt.